# Видам
Вида́м (Vidame, жен. — видаме́сса) — в феодальной Франции и Германии викарий или наместник епископа.
Первоначально видамы занимали должность епископских экономов и управляющих имениями, но постепенно приобрели более самостоятельное положение и впоследствии, сохранив свой первоначальный титул, сделались наследственными владельцами и собственниками тех самых имений, которыми сперва лишь заведовали.
Некоторые видамства во Франции:
- Амьен — титул видама Амьена был привязан к владению Пикиньи.
- Бове — титул видама Бове был привязан к владению Жерберуа. Видамство присоединено к епископству в XIII веке.
- Лан (Лаон) — этим титулом в своё время владели ряд семейств, среди которых — Руа, Ла Рошфуко, Бетюн и Гонто.
- Ман — этот титул принадлежал семье Анжен де Рамбуйле.
- Шартр — титул видама Шартра был привязан к владению ла Ферте-Арно (также именуемой ла Ферте-Видам).